# Cumella abyssicola
Cumella abyssicola är en kräftdjursart som först beskrevs av Norman 1879.  Cumella abyssicola ingår i släktet Cumella och familjen Nannastacidae. Inga underarter finns listade i Catalogue of Life.